# الشنانفة
الشَنَانِفَة قرية تقع في معتمدية الفحص بولاية زغوان بالشمال التونسي.

### مواضيع ذات علاقة
- معتمدية الفحص.
- ولاية زغوان.

- منطقة الشنانفة هي من المناطق الريفية النائية التي تنتمي إلى معتمدية الفحص ولاية زغوان: المشاهد لهذة المنطقة يقول بأنها منطقة فلاحية لكنها لا تتوفر فيها مستلزمات الفلاحة وأهمها الماء. لذا لما لا يمكن إنشاء سد جبلي أو أبار عميقة للنهوض بهذة المنطقة النائية.